# Roman Jasiakiewicz
Roman Franciszek Jasiakiewicz (ur. 31 marca 1951 w Łodzi) – polski prawnik, polityk i samorządowiec, w latach 1998–2002 prezydent Bydgoszczy.

## Życiorys
Absolwent II Liceum Ogólnokształcącego im. Mikołaja Kopernika w Bydgoszczy. Ukończył studia prawnicze na Wydziale Prawa i Administracji Uniwersytetu Mikołaja Kopernika w Toruniu. Odbył aplikację sądową i adwokacką. Podjął praktykę w zawodzie adwokata.
Od 1993 do 1998 był prezesem zarządu Wojewódzkiego Funduszu Ochrony Środowiska i Gospodarki Wodnej w Bydgoszczy. Działał w Sojuszu Lewicy Demokratycznej. W 1998 został powołany przez radę miasta Bydgoszczy na urząd prezydenta tego miasta, który sprawował do listopada 2002. W wyborach w tym samym roku bez powodzenia ubiegał się o ten urząd, przegrywając w drugiej turze z Konstantym Dombrowiczem. Został wybrany na radnego miejskiego, był wiceprzewodniczącym rady miasta.
W wyborach w 2006 ponownie ubiegał się o bydgoską prezydenturę jako kandydat z własnego komitetu. W pierwszej turze zajął drugie miejsce (26,8% głosów), w drugiej turze ponownie przegrał z Konstantym Dombrowiczem, uzyskując 46,21% głosów. W wyborach do Sejmu w 2007 bez powodzenia kandydował z listy PSL. W 2010 powrócił do rady miasta jako kandydat PO, następnie został jej przewodniczącym. W wyborach parlamentarnych w 2011 był niezależnym kandydatem do Senatu. W 2014 z listy SLD Lewica Razem wszedł w skład Sejmiku Województwa Kujawsko-Pomorskiego. We wrześniu 2015 zrezygnował z reprezentowania SLD w sejmiku. W 2018 ponownie wybrany na radnego województwa jako kandydat Koalicji Obywatelskiej; mandat wykonywał do 2024.

## Odznaczenia
W 2024 został odznaczony Odznaką Honorową za Zasługi dla Województwa Kujawsko-Pomorskiego.

## Życie prywatne
Żonaty (żona Urszula), ma dwoje dzieci (Martę i Wojciecha).